# مواضيع مرتبطة بفلسطين

خريطة دولة فلسطين مع الضفة الغربية قطاع غزة مميزة باللون الأحمر

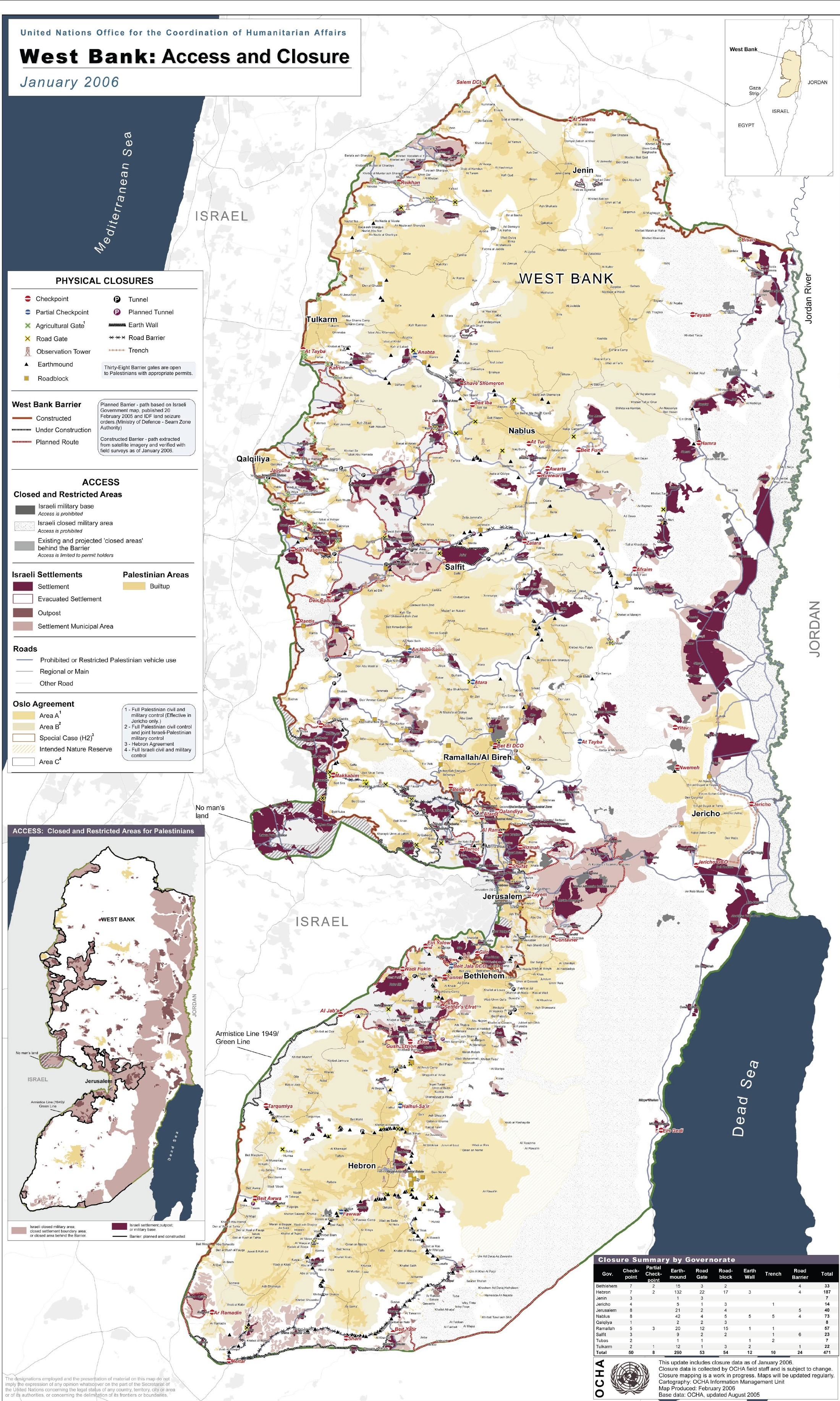
خريطة قابلة للتكبير للضفة الغربية

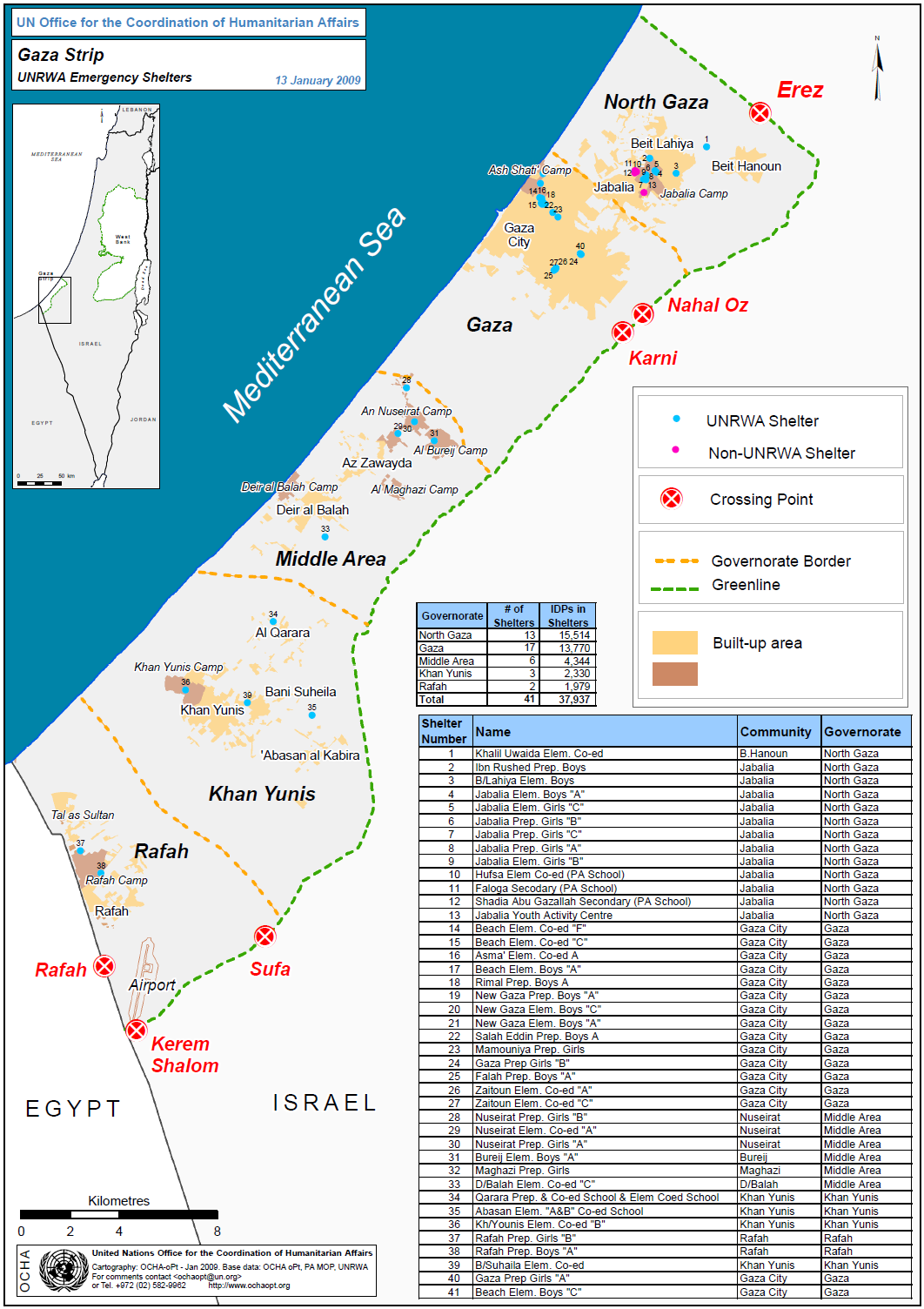
خريطة قابلة للتكبير لقطاع غزة

يقدم المخطط التالي نظرة عامة ودليل موضوعي لفلسطين:
دولة فلسطين – دولة في الشرق الأوسط، تقع سياسياً تحت سلطة الحكومة الفلسطينية وحكومة حماس في غزة. منذ إعلان استقلال فلسطين عام 1988 وما تلاه من قبولها كدولة مراقبة في الأمم المتحدة عام 2012، أصبحت فلسطين اليوم معترف بها من قبل ثلاثة أرباع دول العالم. عاصمتها المعلنة هي القدس الشرقية، رام الله هي مركزها الإداري. ورغم ترقيتها مؤخراً إلى وضع دولة غير عضو في الأمم المتحدة، فإن فلسطين لا تمارس السيطرة الكاملة على أراضيها، ولديها علاقات مضطربة تاريخياً مع إسرائيل ومعظم دول الغرب.

## المرجع العام
- /ˈpælɪstaɪn/ PAL-ist-eyen
- أسماء الدول الإنجليزية الشائعة: فلسطين؛ دولة فلسطين؛ الأراضي الفلسطينية
- الاسم الرسمي للدولة باللغة الإنجليزية: وزارة الخارجية الأمريكية: الأراضي الفلسطينية  ؛ الاتحاد الأوروبي ISO 3166-2: فلسطين، دولة  ؛ المنظمات التابعة للأمم المتحدة: فلسطين، دولة
- الأسماء المشتركة: فلسطين
- الأسماء الرسمية: دولة فلسطين
- الصفة (الصفات): فلسطيني
- اسم مستعار : الشعب الفلسطيني، الفلسطينيون أو العرب الفلسطينيون
- أصل الكلمة : التسلسل الزمني لاسم فلسطين، أسماء الأماكن في فلسطين
- رموز البلدان أيزو : PS، PSE، 275
- رموز منطقة ISO : راجع أيزو 3166-2:PS
- نطاق المستوى الأعلى لرمز البلد على الإنترنت :.ps

## جغرافية فلسطين
- موقع فلسطين:
  - نصف الكرة الشمالي ونصف الكرة الشرقي
  - أوراسيا
    - آسيا
      - جنوب غرب آسيا
        - الشرق الأوسط

  - المنطقة الزمنية : ت ع م+02، الصيف ت ع م+03
  - النقاط المتطرفة في فلسطين
    - ارتفاع: جبل النبي يونس 1,030 م (3,379 قدم)
    - منخفض: البحر الميت −412 م (−1,352 قدم) - أدنى نقطة على سطح الأرض

  - الحدود البرية: غير محددة رسميًا، والأرقام المعطاة هي الحدود الفعلية للخط الأخضر كما تنطبق على الضفة الغربية وقطاع غزة (انظر أيضًا حاجز الضفة الغربية الإسرائيلي، وحاجز قطاع غزة الإسرائيلي، ومنطقة التماس).

- المجموع: 466 كـم (290 ميل)

 إسرائيل 358 كـم (222 ميل)
 الأردن 97 كـم (60 ميل)
 مصر 11 كـم (6.8 ميل)
- الخط الساحلي (قطاع غزة): 40 كـم (25 ميل)
- الخط الساحلي (الضفة الغربية): 0 كـم (0 ميل)

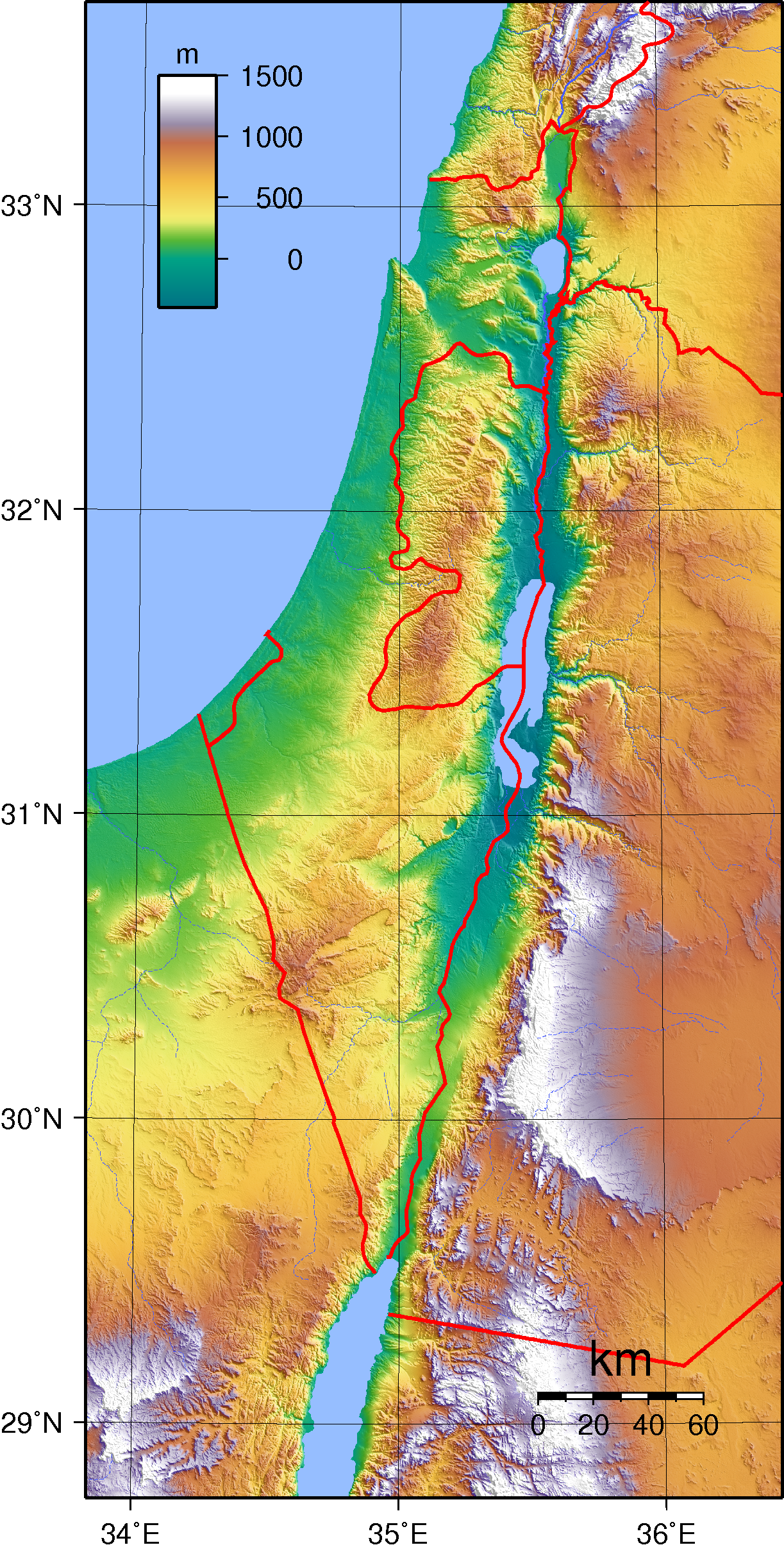
خريطة طبوغرافية قابلة للتكبير لإسرائيل وفلسطين. الحدود المحددة للضفة الغربية وقطاع غزة في عام 1949 موضحة باللون الأحمر

ملحوظة: تشمل الضفة الغربية الجزء الشمالي من البحر الميت بنسبة 40 كـم (25 ميل) الشاطئ.
- عدد سكان فلسطين:
  - عدد السكان الفلسطينيين في جميع أنحاء العالم، بما في ذلك الشتات : يقدر بنحو 1.5 مليون نسمة. 10،000،000 - 11،000،000
  - عدد سكان فلسطين : تقديرياً 3،800،000
- مساحة فلسطين:
  - فلسطين (بعد عام 2013): المساحة المطالب بها 6,220 كـم2 (2,400 ميل2) (السيطرة الفعلية على 2,488 كـم2 (961 ميل2) تبلغ مساحة الضفة الغربية (بما في ذلك القدس الشرقية) (5,860 كـم2 (2,260 ميل2) وقطاع غزة 360 كـم2 (140 ميل2)
- أطلس فلسطين

### بيئة فلسطين
- جغرافيا فلسطين
- قائمة المناطق البيئية في فلسطين
  -     - غابات شرق البحر المتوسط
- الطاقة المتجددة في فلسطين
  - طباخ شمسي
- جيولوجيا فلسطين
  - حجر القدس
  - ملكي
- المناطق المحمية في فلسطين
  - محميات المحيط الحيوي في فلسطين
  - المتنزهات الوطنية في فلسطين
- الحياة البرية في الشام
  - نباتات فلسطين

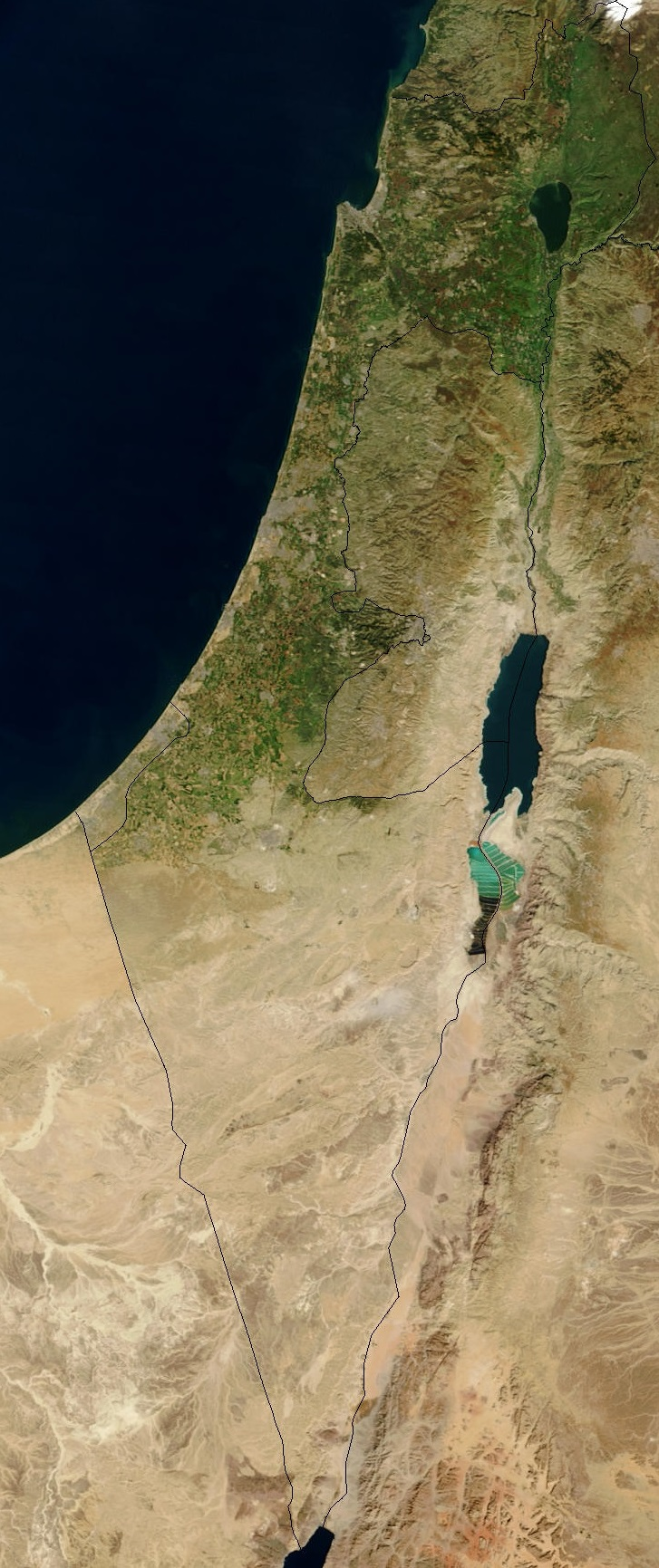
صورة فضائية قابلة للتكبير لفلسطين والمنطقة المحيطة بها.

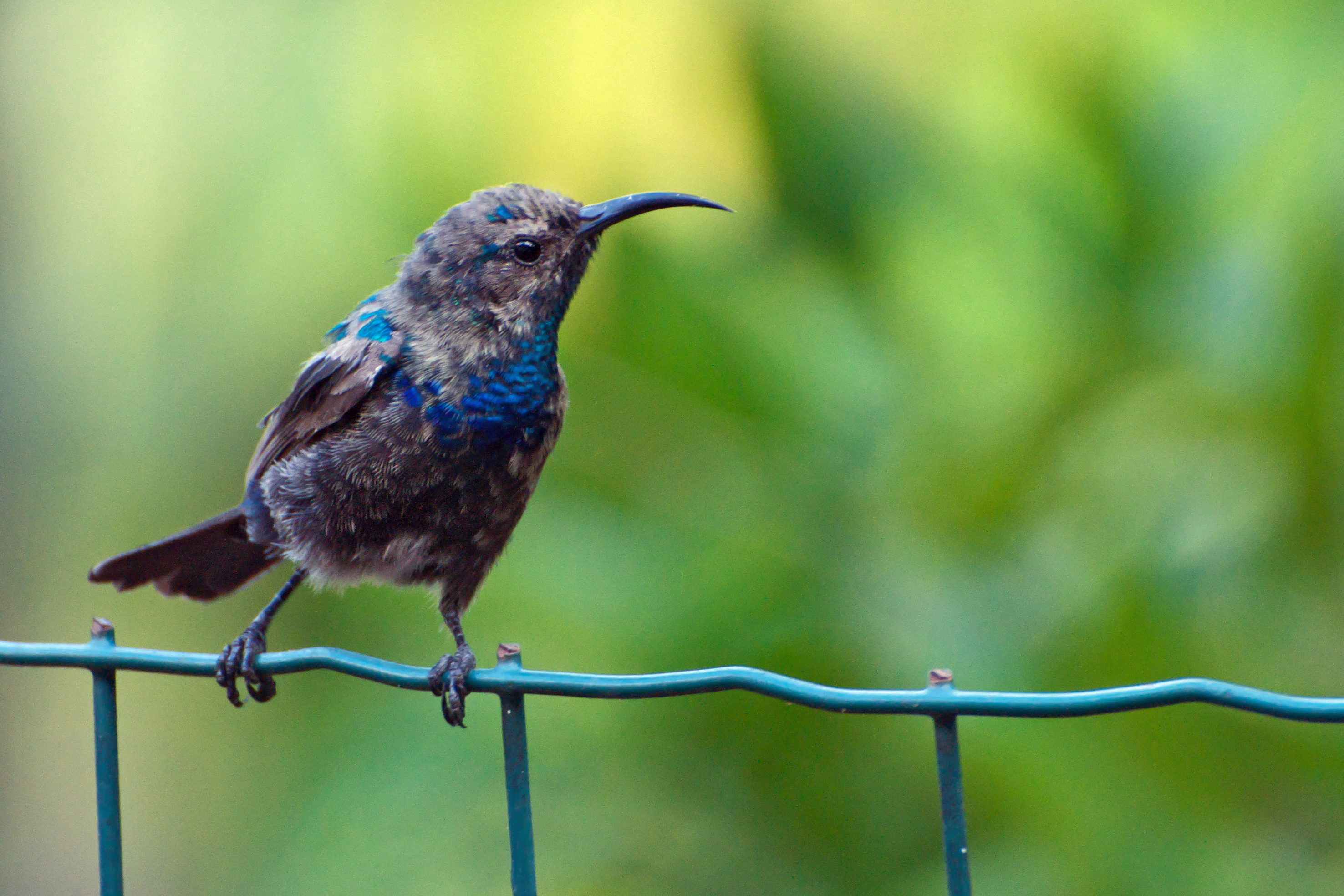
طائر الشمس الفلسطيني موطنه فلسطين (توضيح)

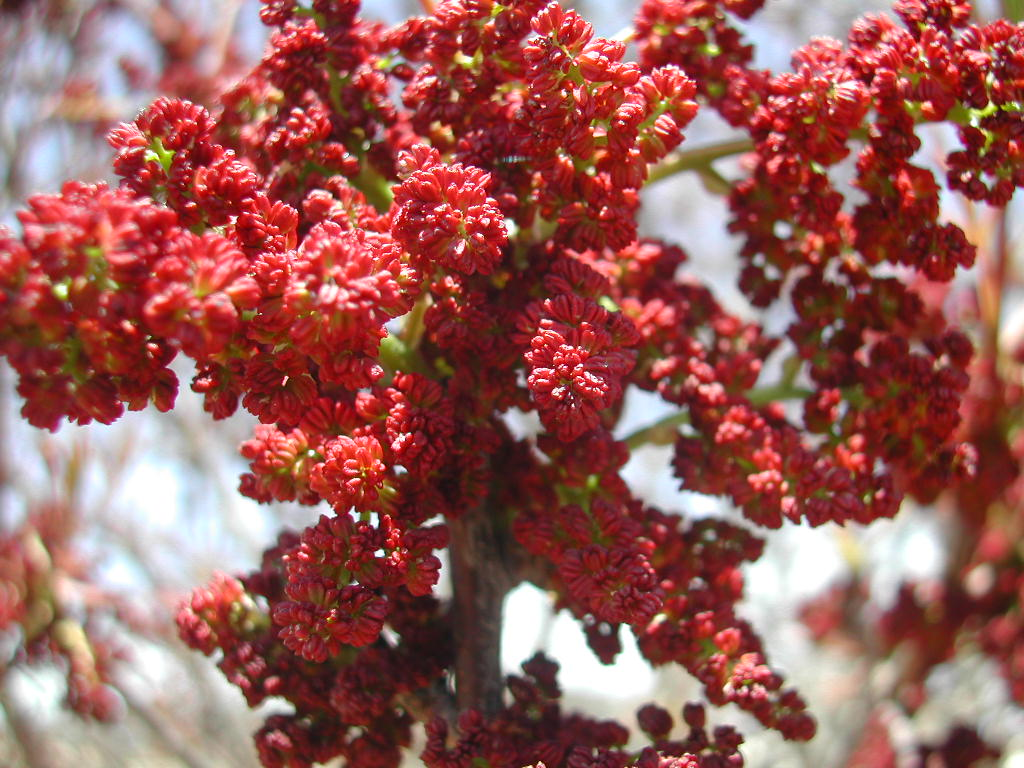
نورة شجرة البطم (Pistacia terebinthus)، وهي شجرة موطنها فلسطين (توضيح)

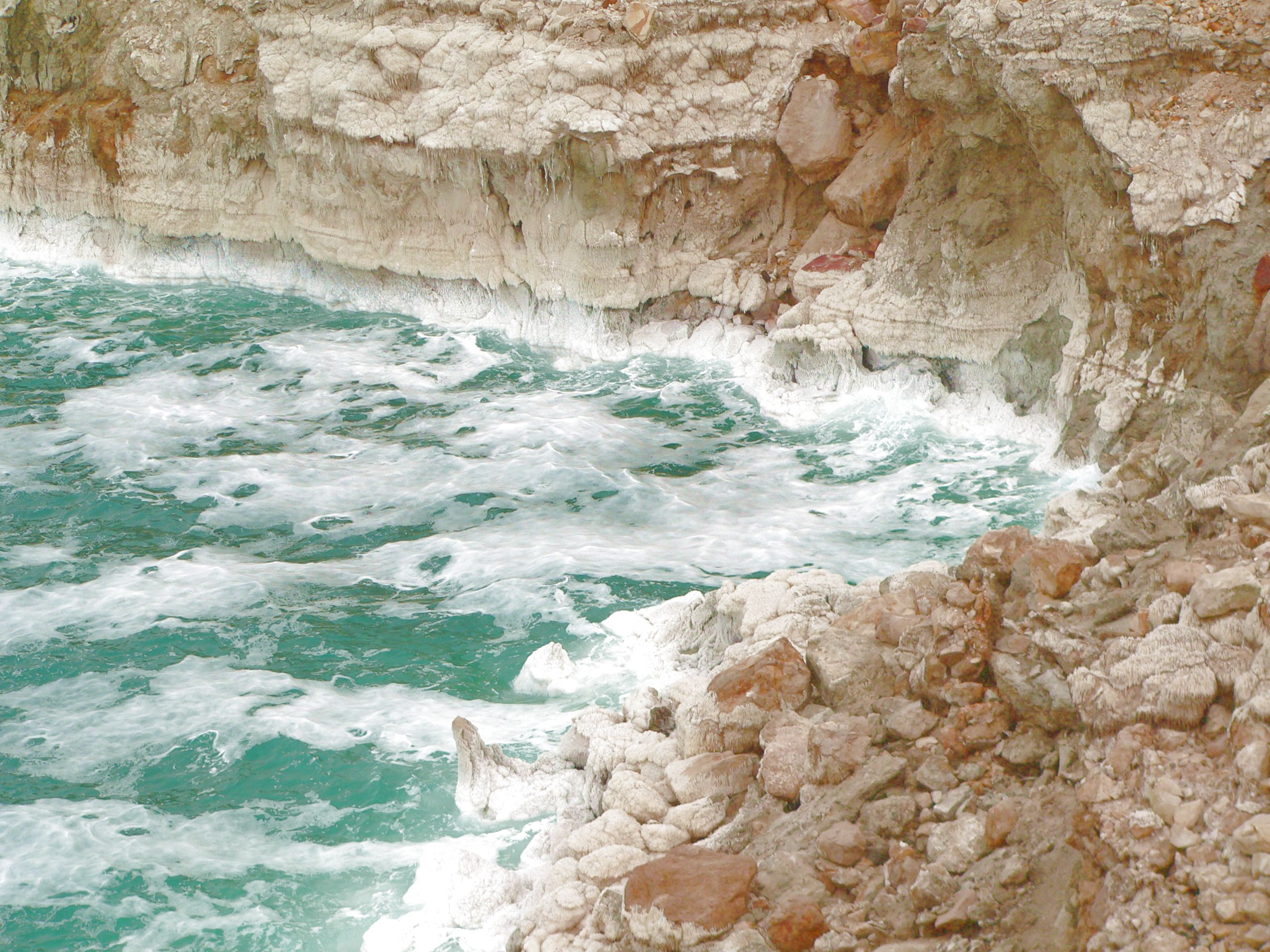
البحر الميت في يوم عصيب، مع رواسب الملح على المنحدرات

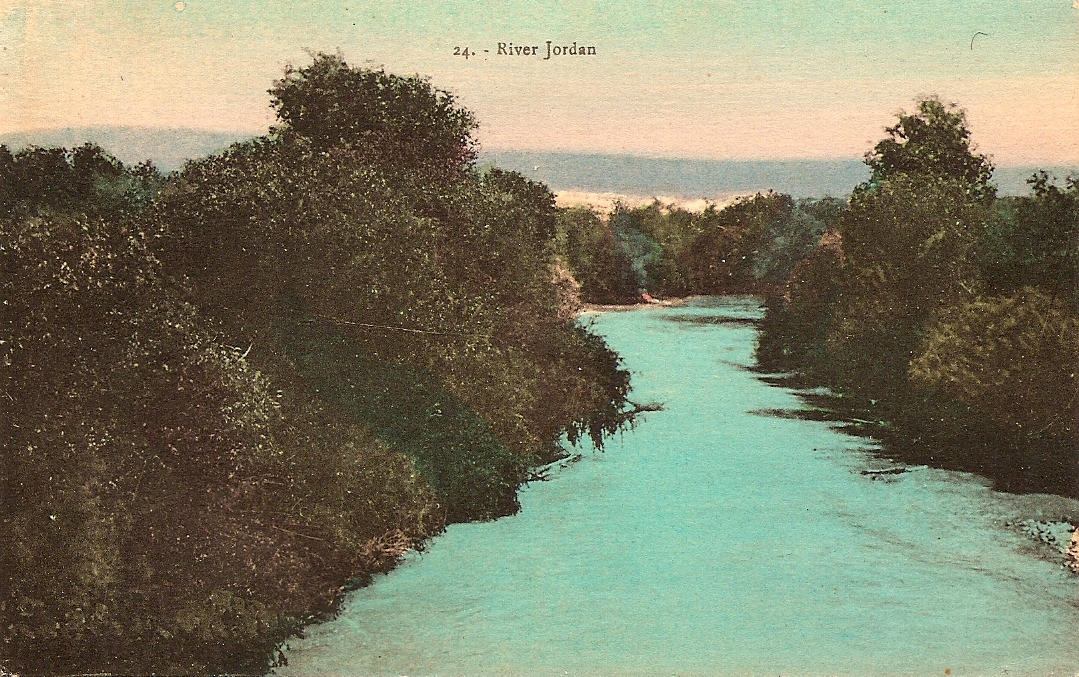
بطاقة بريدية ملونة لنهر الأردن بريشة كريمة عبود حوالي عام 1925.

    - قائمة النباتات المحلية في فلسطين (م)
    - قائمة النباتات المحلية في فلسطين
      - قائمة النباتات المحلية في فلسطين (PZ)
      - صبير

  - الحياة البرية في الشام
    - سمندر مائي مخطط جنوبي
    - كالوبتركس سورياكا  [لغات أخرى]‏
    - تلسكوب هوغسترالي  [لغات أخرى]‏
    - قائمة طيور فلسطين
    - قائمة الثدييات في فلسطين
      - ابن عرس منتن مجزع
      - ضبع مخططة
- شبكة المنظمات الأهلية البيئية الفلسطينية

#### السمات الجغرافية الطبيعية لفلسطين
- الأنهار الجليدية في فلسطين : غير متوفر
- جزر فلسطين : غير متوفر
- بحيرات فلسطين
- قائمة البحار في فلسطين
  - البحر الميت
  - البحر الأبيض المتوسط
- جبال فلسطين
  - البراكين في فلسطين
- أنهار فلسطين
  - نهر الأردن
    - السياسات المائية في حوض نهر الأردن
      - خطة تحويل منابع المياه

  - وادي الفارعة (نهر)
  - شلالات فلسطين
- آبار فلسطين
  - جب يوسف (بئر يوسف)
- وديان فلسطين [الإنجليزية]
  - خانق وادي الأردن
    - غور الأردن

  - وادي القلط
  - القرى التي سميت باسم الأودية
    - وادي العرايس
    - وادي عارة (حيفا) (تم إخلاء سكانها في عام 1948)
    - وادي الفارعة
    - وادي فوكين

### مناطق فلسطين
مناطق فلسطين [الإنجليزية]

#### المناطق البيئية في فلسطين
قائمة المناطق البيئية في فلسطين [الإنجليزية]

#### التقسيمات الإدارية في فلسطين
- مناطق الضفة الغربية في اتفاقية أوسلو الثانية

##### التقسيمات الإدارية في فلسطين
- المحافظات الفلسطينية : 16 (11 في الضفة الغربية، 5 في غزة)
  - محافظة القدس: القدس
  - محافظة بيت لحم: بيت لحم
  - محافظة دير البلح: دير البلح
  - محافظة غزة: غزة (توضيح)
  - محافظة الخليل: الخليل
  - محافظة جنين: جنين (مدينة)
  - محافظة أريحا: أريحا
  - محافظة خان يونس: خان يونس
  - محافظة نابلس: نابلس
  - محافظة شمال غزة: جباليا
  - محافظة قلقيلية: قلقيلية
  - محافظة رفح: رفح (فلسطين)
  - محافظة رام الله والبيرة: رام الله
  - محافظة سلفيت: سلفيت
  - محافظة طوباس: طوباس
  - محافظة طولكرم: طولكرم
- المدن تحت الإدارة الفلسطينية [الإنجليزية]
  - قائمة مدن قطاع غزة

### ديموغرافيا فلسطين
- التاريخ الديموغرافي لفلسطين
  - الجهاز المركزي للإحصاء الفلسطيني

## الحكومة والسياسة في فلسطين

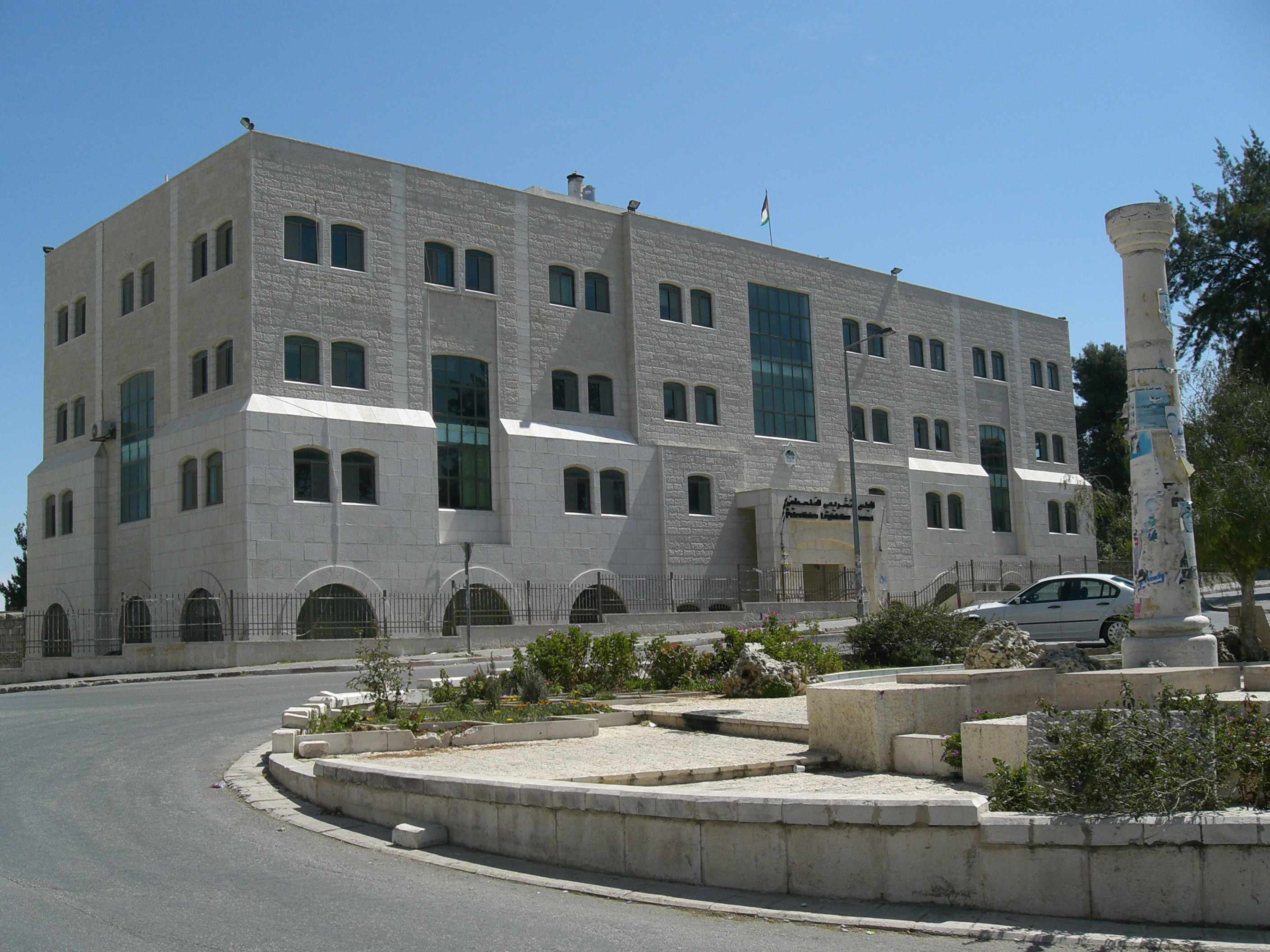
مبنى المجلس التشريعي الفلسطيني في رام الله

- حكومة: نظام شبه رئاسي نظام برلماني[2]

- عاصمة فلسطين:

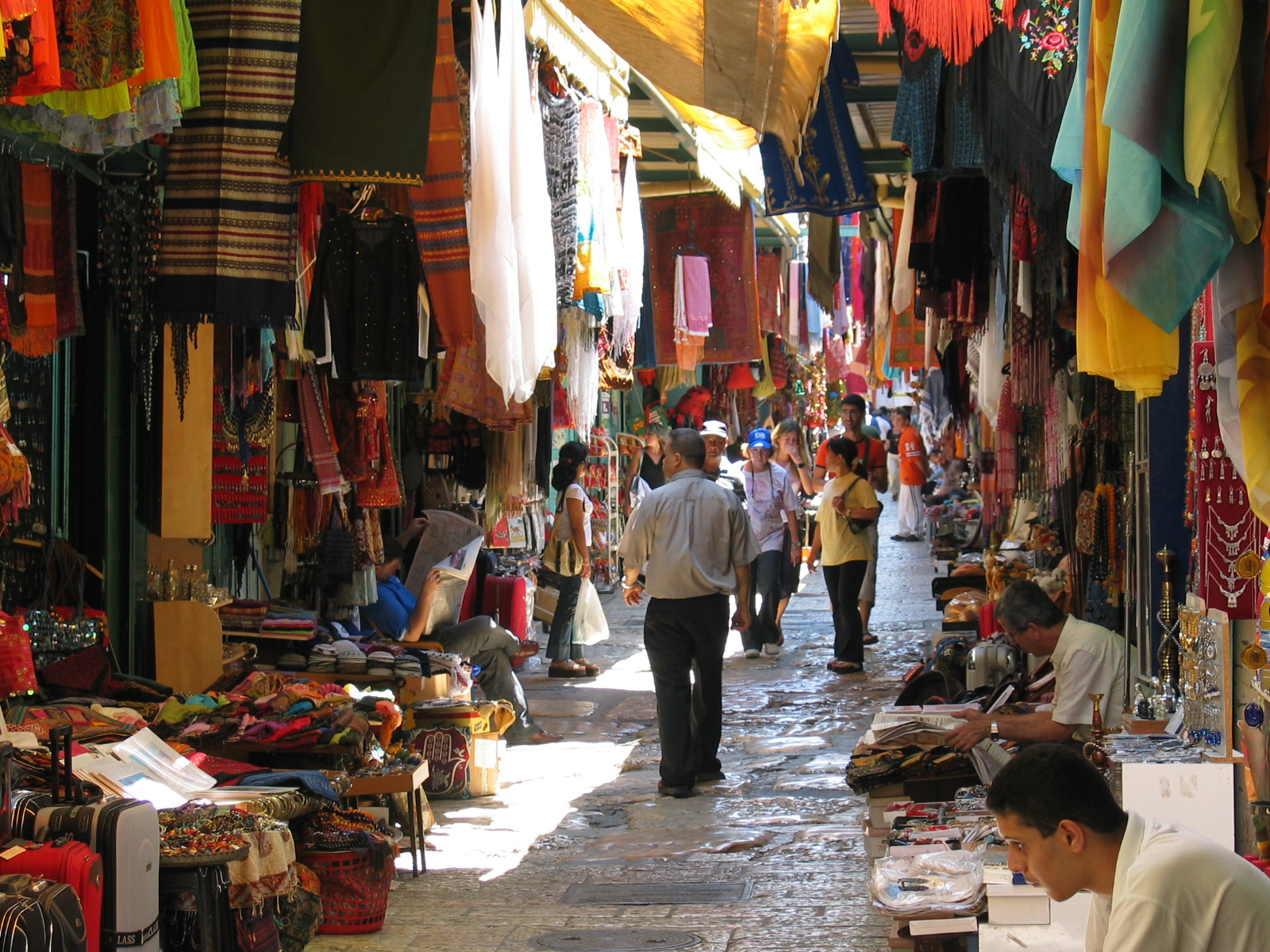
السوق في البلدة القديمة في القدس، التي يعلنها كل من الفلسطينيين والإسرائيليين عاصمة لهم.

  - العاصمة المعلنة: القدس الشرقية (كما أعلنتها إسرائيل أيضًا)
  - العاصمة الفعلية : رام الله
- الانتخابات في فلسطين
- الحكومة الفلسطينية
  - الحكومة الفلسطينية لعام 2013
  - حكومة الوحدة الفلسطينية 2014
- قائمة الأحزاب السياسية في دولة فلسطين
  - منظمة التحرير الفلسطينية
- الضرائب في دولة فلسطين

### فروع حكومة فلسطين
- - رئيس دولة فلسطين: محمود عباس
  - رئيس وزراء دولة فلسطين: رامي الحمد الله
  - ملاحظة: نتيجة للصراع بين فتح وحماس، هناك نزاع على الرئاسة ورئاسة الوزراء في فلسطين.
  - وزارات فلسطين
    - وزارة التربية والتعليم العالي (فلسطين)
    - وزارة الخارجية والمغتربين (فلسطين)
    - وزارة المالية (فلسطين)
    - وزارة الصحة (فلسطين)
    - وزارة الداخلية (فلسطين)
    - وزارة التخطيط والتعاون الدولي (فلسطين)

#### السلطات التشريعية لحكومة فلسطين
- المجلس التشريعي الفلسطيني (فلسطين، أحادي المجلس)
- المجلس الوطني الفلسطيني (منظمة التحرير الفلسطينية، برلمان وحيد الغرفة، حكومة في المنفى[3])

#### السلطة القضائية لحكومة فلسطين
- وفقاً للدستور الفلسطيني فإن جميع المحاكم المتعلقة بالبلاد مستقلة.

### الحكم المحلي في فلسطين
- مجلس بلدي (فلسطين)
- مقر الرئاسة الفلسطينية

### العلاقات الخارجية لفلسطين
- علاقات فلسطين الخارجية
  - علاقات الكرسي الرسولي وفلسطين
  - العلاقات الفلسطينية الهندية
  - العلاقات الإيرانية الفلسطينية
  - العلاقات الروسية الفلسطينية
  - العلاقات الباكستانية الفلسطينية
  - العلاقات الرومانية الفلسطينية
- قائمة البعثات الدبلوماسية في فلسطين
- قائمة البعثات الدبلوماسية الفلسطينية

### فلسطين والأمم المتحدة
- قرار تقسيم فلسطين
- لجنة الأمم المتحدة لفلسطين

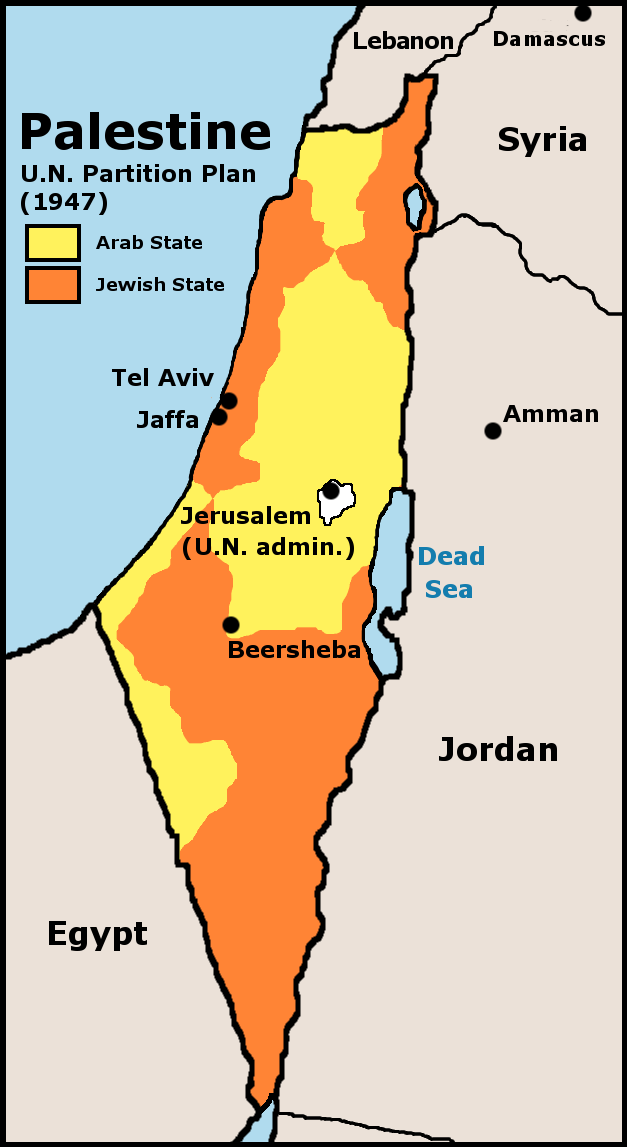
خطة تقسيم فلسطين الصادرة عن الأمم المتحدة عام 1947

- وكالة الأمم المتحدة لإغاثة وتشغيل اللاجئين الفلسطينيين (UNRWA)
- قائمة قرارات الأمم المتحدة بشأن فلسطين
- لجنة اليونسكوب (UNSCOP)
- لجنة ممارسة الشعب الفلسطيني لحقوقه غير القابلة للتصرف
  - شعبة الأمم المتحدة لحقوق الفلسطينيين (UNDPR)
- اليوم الدولي للتضامن مع الشعب الفلسطيني
- حق العودة الفلسطيني
- فلسطين والأمم المتحدة

### عضوية المنظمات الدولية

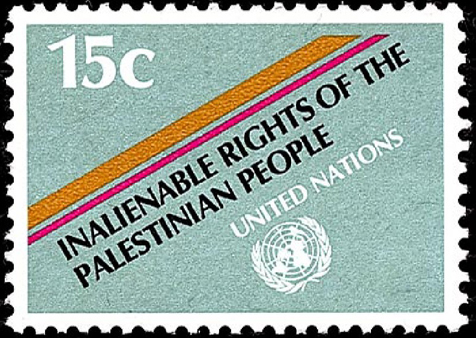
طابع بريدي للأمم المتحدة يخلد الحقوق غير القابلة للتصرف للشعب الفلسطيني

فلسطين عضو في عدد من المنظمات الدولية. وفي حالات أخرى، تتمتع بالانتماء بصفة أقل أو تحت مسمى آخر (مثل منظمة التحرير الفلسطينية أو السلطة الوطنية الفلسطينية). في القائمة أدناه، إذا لم تكن العضوية كاملة أو ليست لفلسطين، يتم الإشارة إلى نوع واسم الانتساب بين قوسين.
- الصندوق العربي للإنماء الاقتصادي والاجتماعي
- جامعة الدول العربية
- صندوق النقد العربي
- مجلس الوحدة الاقتصادية العربية
- الاتحاد الآسيوي لكرة القدم (الفيفا)
- مجموعة الـ 77 (G77)
- اللجنة الأولمبية الدولية (IOC)
- الاتحاد الدولي للنقابات العمالية (ITUC) (عضو منتسب)
- الاتحاد الدولي للاتصالات (ITU) (صفة مراقب غير مصوت)
- المنظمة الدولية للمعايير (ISO)
- اللجنة البارالمبية الدولية (IPC)
- الاتحاد الدولي لجمعيات الصليب الأحمر والهلال الأحمر
- اللجنة الدولية للصليب الأحمر
- البنك الإسلامي للتنمية
- منظمة التعاون الإسلامي
- حركة عدم الانحياز
- الأمم المتحدة (مراقب)
  - المجموعة الآسيوية للأمم المتحدة
  - اللجنة الاقتصادية والاجتماعية لغرب آسيا التابعة للأمم المتحدة (الإسكوا)
- اليونسكو
- اليونيدو
- الاتحاد البريدي العالمي (UPU)
- منظمة الصحة العالمية (صفة مراقب) (انظر أيضًا: طلب فلسطين للانضمام إلى منظمة الصحة العالمية)
- المنظمة العالمية للملكية الفكرية (الويبو)
- منظمة حظر الأسلحة الكيميائية
- المحكمة الجنائية الدولية
- الإنتربول
- مؤتمر الأمم المتحدة للتجارة والتنمية
- اليونيسف
- الاتحاد البرلماني الدولي

### المساعدات الدولية لفلسطين
- المساعدات الدولية للفلسطينيين

### حركات التضامن الدولية
- منظمات التضامن الفلسطينية [الإنجليزية]
  - لجان فلسطين [الإنجليزية]
  - شبكة ملبورن للتضامن مع فلسطين [الإنجليزية]
  - حملة التضامن مع فلسطين
  - حركة التضامن مع فلسطين
  - حملة التضامن الإسكتلندية مع فلسطين

### القانون والنظام في فلسطين
القانون في فلسطين
- الميثاق الوطني الفلسطيني
- الجريمة في فلسطين
- حقوق الإنسان في فلسطين
  - حرية الدين في فلسطين
  - معاملة المثليين في فلسطين
  - الزواج في فلسطين
  - منظمات حقوق الإنسان في فلسطين [الإنجليزية]
    - مركز الميزان لحقوق الإنسان
    - المركز الفلسطيني لحقوق الإنسان
    - المجموعة الفلسطينية لمراقبة حقوق الإنسان

  - حقوق الإنسان في إسرائيل
    - القانون الدولي والمستوطنات الإسرائيلية
    - شرطة فلسطين الانتدابية
- الدعارة في فلسطين

### الجيش الفلسطيني
الجيش الفلسطيني
- الأمر
  - القائد العام : غير متوفر
    - وزارة الدفاع الفلسطينية: غير متوفر
- القوات
  - جيش فلسطين: غير متوفر
  - البحرية الفلسطينية: غير متوفر
  - القوات الجوية الفلسطينية: غير متوفر
  - القوات الخاصة الفلسطينية:
- التاريخ العسكري لفلسطين
  - جيش التحرير العربي
  - جيش الجهاد المقدس
- الرتب العسكرية لفلسطين: غير متوفر

#### القوات شبه العسكرية في فلسطين
قوات الأمن الوطني الفلسطيني
- الأمن الوقائي الفلسطيني

#### القوات الفلسطينية غير النظامية
- كتائب شهداء الأقصى (الجناح العسكري التابع لحركة فتح)
- سرايا القدس (الجناح المسلح لحركة حركة الجهاد الإسلامي في فلسطين)
- كتائب الشهيد عز الدين القسام (الجناح العسكري لحركة حماس)
- الجبهة الشعبية لتحرير فلسطين – القيادة العامة (الجناح المسلح للجبهة الجبهة الشعبية لتحرير فلسطين)
- لجان المقاومة الشعبية
- إنتاج الأسلحة المحلية الفلسطينية
  - صاروخ القسام
  - صاروخ القدس
    - هجمات صاروخية وقذائف هاون على جنوب إسرائيل

  - ياسين آر بي جي
  - لعبة آر بي جي البنا
  - باتار آر بي جي

#### المنظمات المدنية الدولية في فلسطين
- بعثة الاتحاد الأوروبي لمساعدة الحدود في رفح
- بعثة شرطة الاتحاد الأوروبي للأراضي الفلسطينية
- التواجد الدولي المؤقت في الخليل

## تاريخ فلسطين

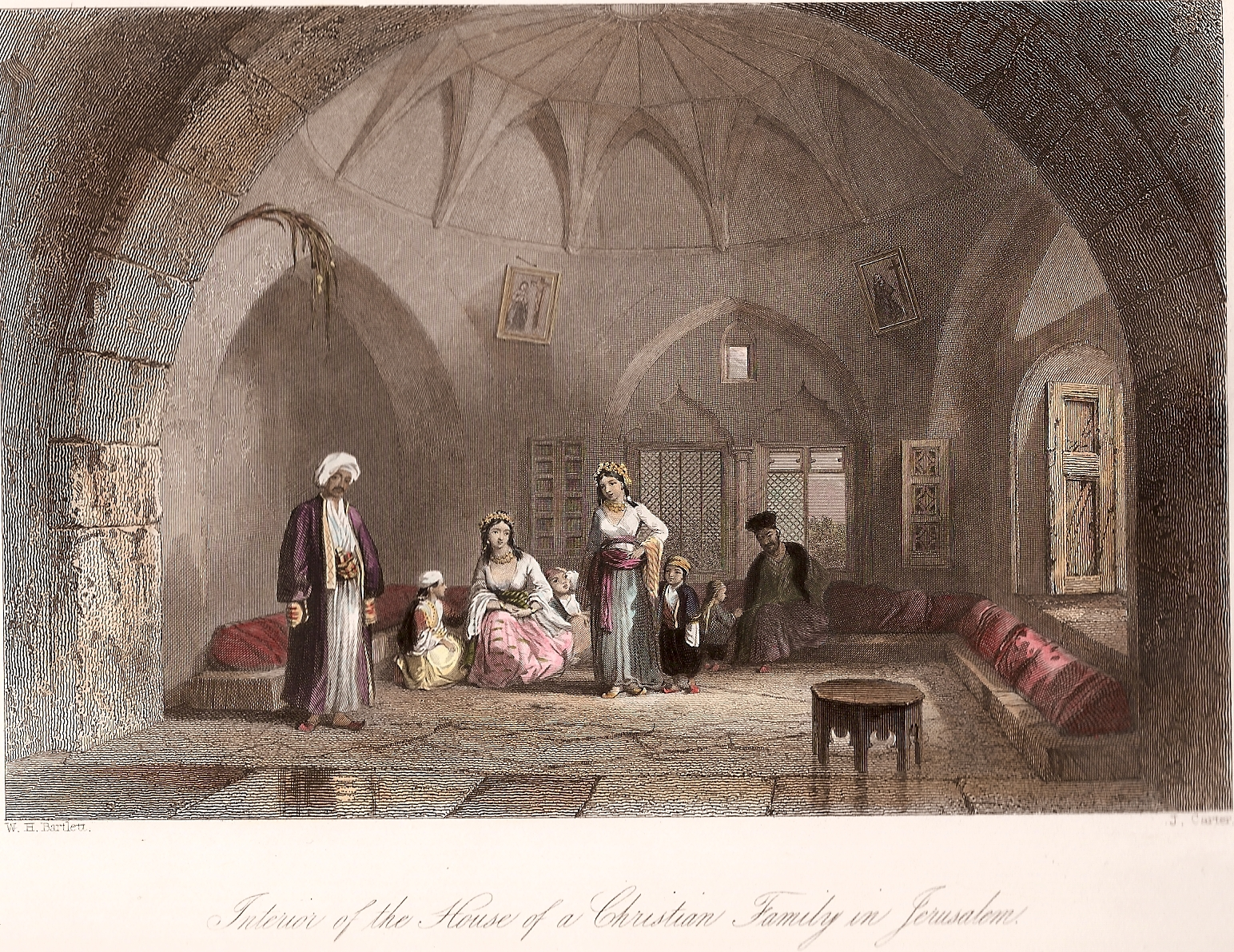
داخل منزل عائلة فلسطينية مسيحية في القدس. بقلم دبليو إتش بارتليت، حوالي عام 1850

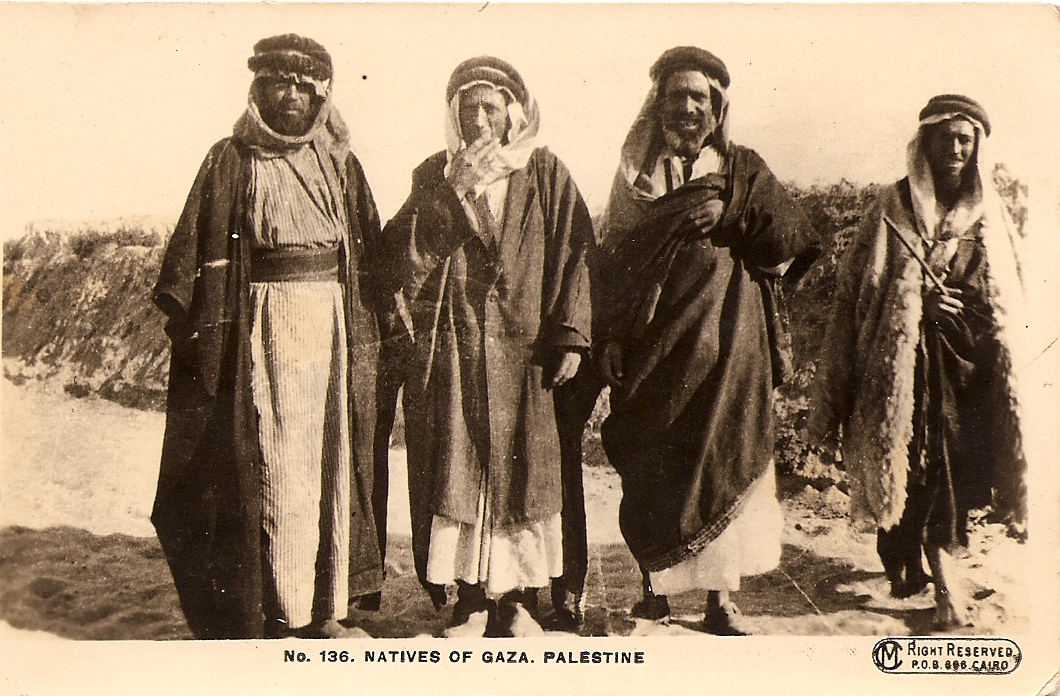
بطاقة بريدية قديمة لرجال من سكان غزة، فلسطين (توضيح)

- - تاريخ الطوابع البريدية والبريد في فلسطين
- التاريخ العسكري لفلسطين [الإنجليزية]
  - حملة سيناء وفلسطين (1915–1918)
  - معركة مجدو (1918)
  - انتفاضة موسم النبي موسى
  - اضطرابات يافا
  - ثورة البراق
  - الثورة العربية في فلسطين 1936-1939
  - القصف الإيطالي على فلسطين
  - حرب فلسطين 1947–1949
  - تهجير الفلسطينيين 1948
  - تهجير الفلسطينيين 1949-1956
    - مذبحة كفر قاسم

  - حرب 1967
  - تهجير الفلسطينيين 1967
  - معركة الكرامة
  - أيلول الأسود (1970)
  - الحرب الأهلية اللبنانية
    - حرب لبنان 1982
    - مجزرة صبرا وشاتيلا

  - الانتفاضة الفلسطينية الثانية (2000–05)
    - مجزرة جنين
    - اجتياح نابلس (2002) (2002)
    - حصار كنيسة المهد (2002)

  - صراع إسرائيل وغزة
- التاريخ السياسي لفلسطين [الإنجليزية]
  - تقسيم الدولة العثمانية
  - تاريخ الصراع الفلسطيني الإسرائيلي
  - الانتداب البريطاني على فلسطين
  - اللجنة العربية العليا
  - حكومة عموم فلسطين
  - منظمة التحرير الفلسطينية
  - عملية السلام الإسرائيلية الفلسطينية
  - السلطة الوطنية الفلسطينية
  - خارطة طريق السلام

## الثقافة الفلسطينية
ثقافة فلسطين
- علم الآثار في فلسطين [الإنجليزية]
  - متحف غزة
- العمارة في فلسطين
  - قصر عبد الهادي
  - قصر هشام
  - قصر جاسر
  - خان التجار (نابلس)
  - قصر المنية
  - برج الساعة (نابلس)
  - قصر الباشا
- زي تقليدي فلسطيني
- مطبخ فلسطيني
- مهرجانات فلسطين [الإنجليزية]
  - عاصمة الثقافة العربية (القدس)
  - مهرجان بوسطن للفيلم الفلسطيني
  - مهرجان شيكاغو للفيلم الفلسطيني
  - عيد القديس جاورجيوس
  - مهرجان العنب في الخضر [الإنجليزية]
  - خميس الأموات
  - احتفالية فلسطين للأدب
  - النبي موسى (أريحا) (قبل-1948)
  - النبي روبين (الرملة) (قبل-1948)
  - النبي يوشع (فلسطين) (قبل-1948)
- لغات فلسطين
  - لهجة فلسطينية
- الاتصالات في فلسطين
  - وسائل الإعلام المطبوعة في فلسطين
    - جريدة الأيام (فلسطين)
    - الهدف (مجلة)
    - الانتفاضة الالكترونية
    - جريدة غزة الأسبوعية
    - صحيفة الحياة الجديدة
    - الحرية (صحيفة فلسطينية)

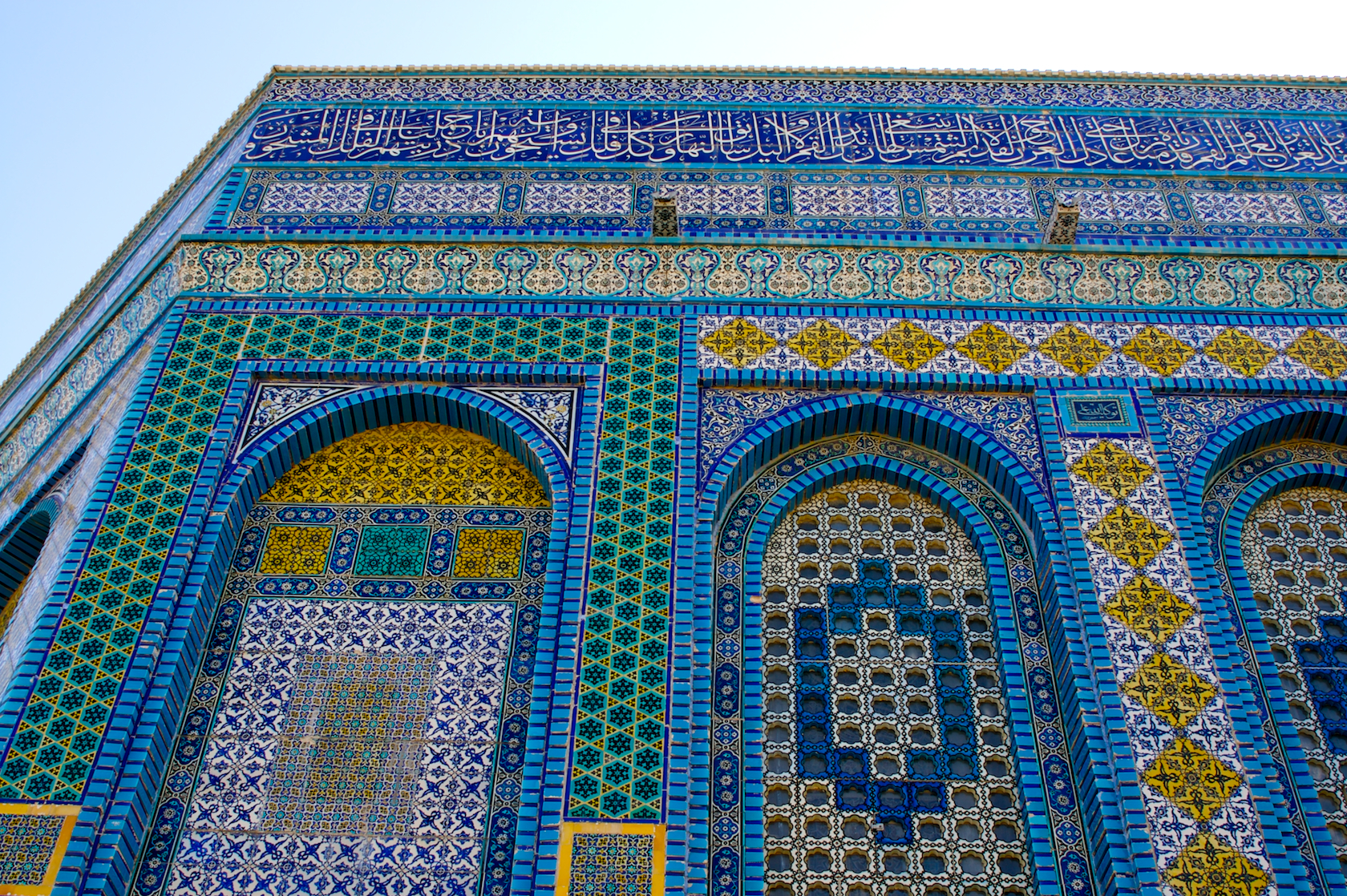
تفاصيل الفسيفساء على قبة الصخرة في البلدة القديمة في القدس

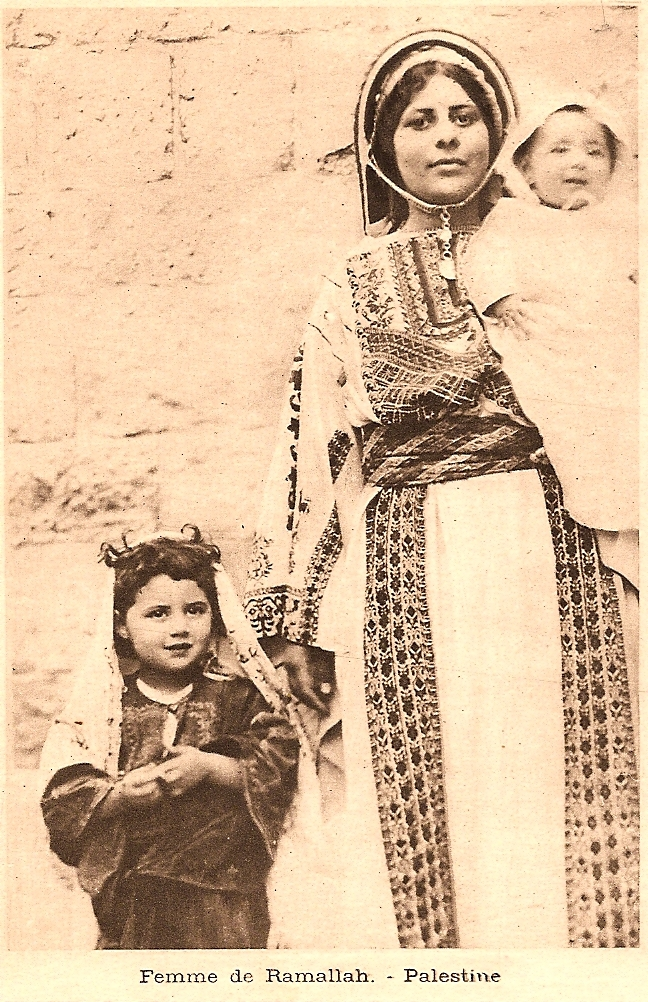
بطاقة بريدية قديمة تصور امرأة ترتدي الزي الفلسطيني التقليدي وأطفال من رام الله، فلسطين تحت الانتداب البريطاني

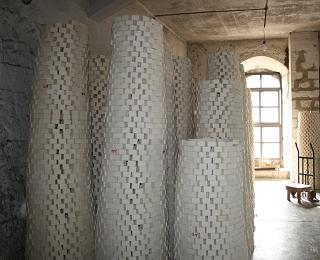
200 بكسل صابون نابلسي، صناعة يدوية فلسطينية، مكدس للتجفيف في مصنع "الجمل" في نابلس عام 2008

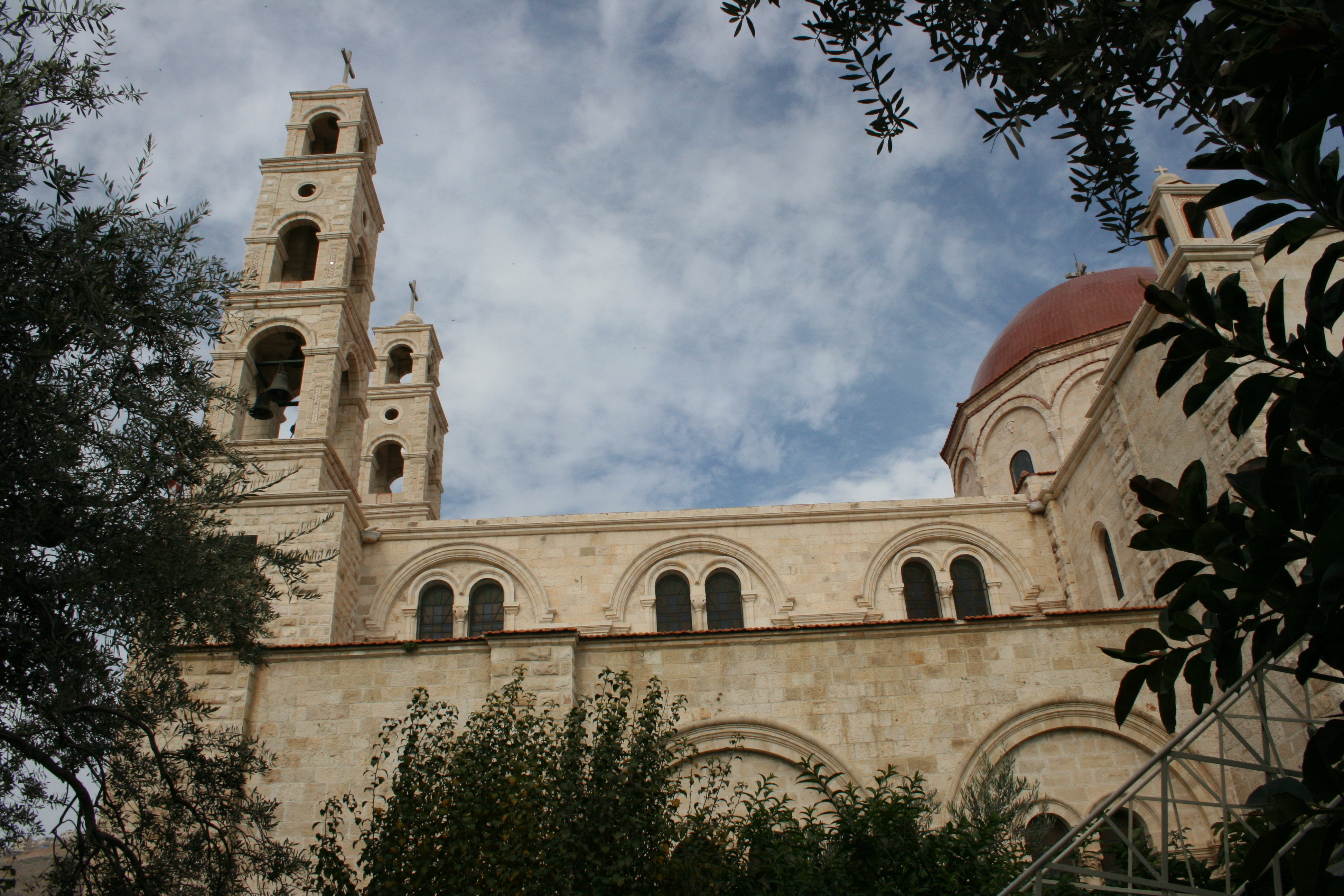
كنيسة بئر يعقوب في نابلس، الضفة الغربية

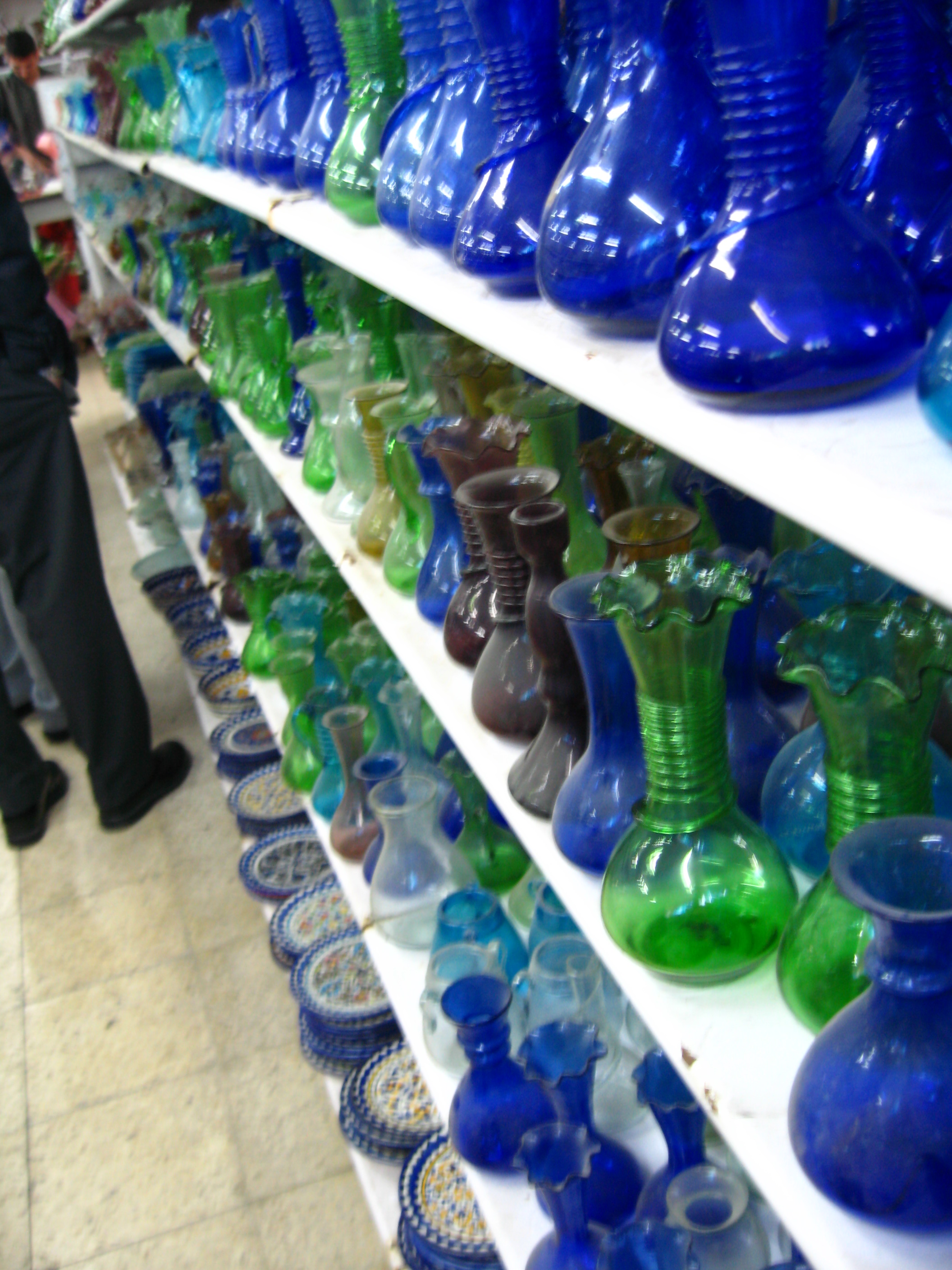
زجاج الخليل معروض في أحد المحلات في الخليل، الضفة الغربية

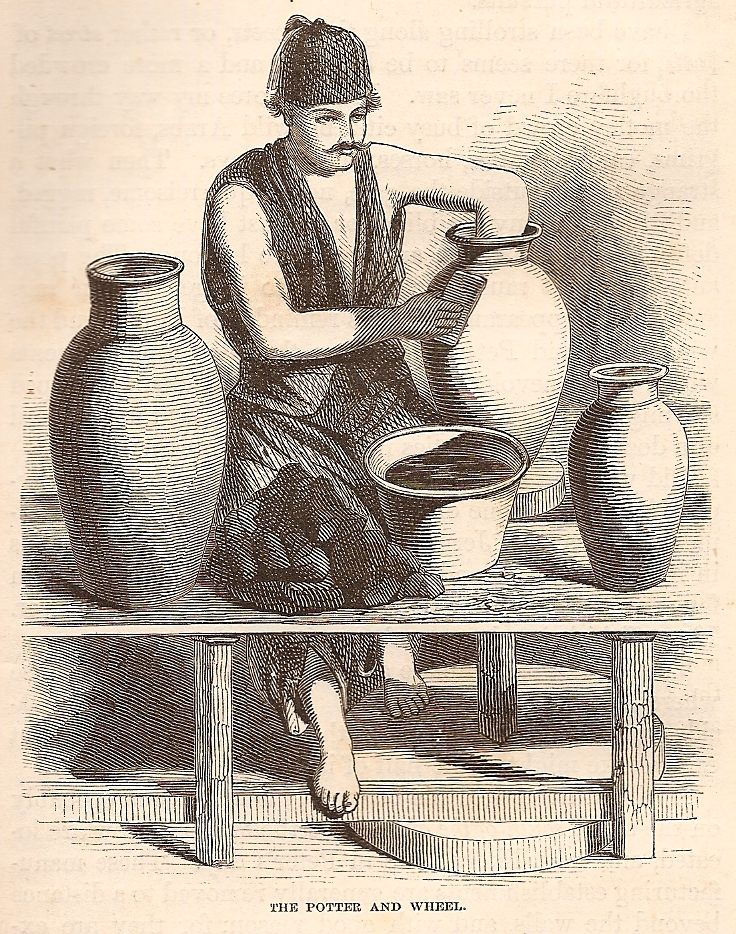
رسم فني لممارسات صناعة الفخار الفلسطينية في يافا، فلسطين (توضيح) عام 1859، بعنوان "الخزاف والعجلة".

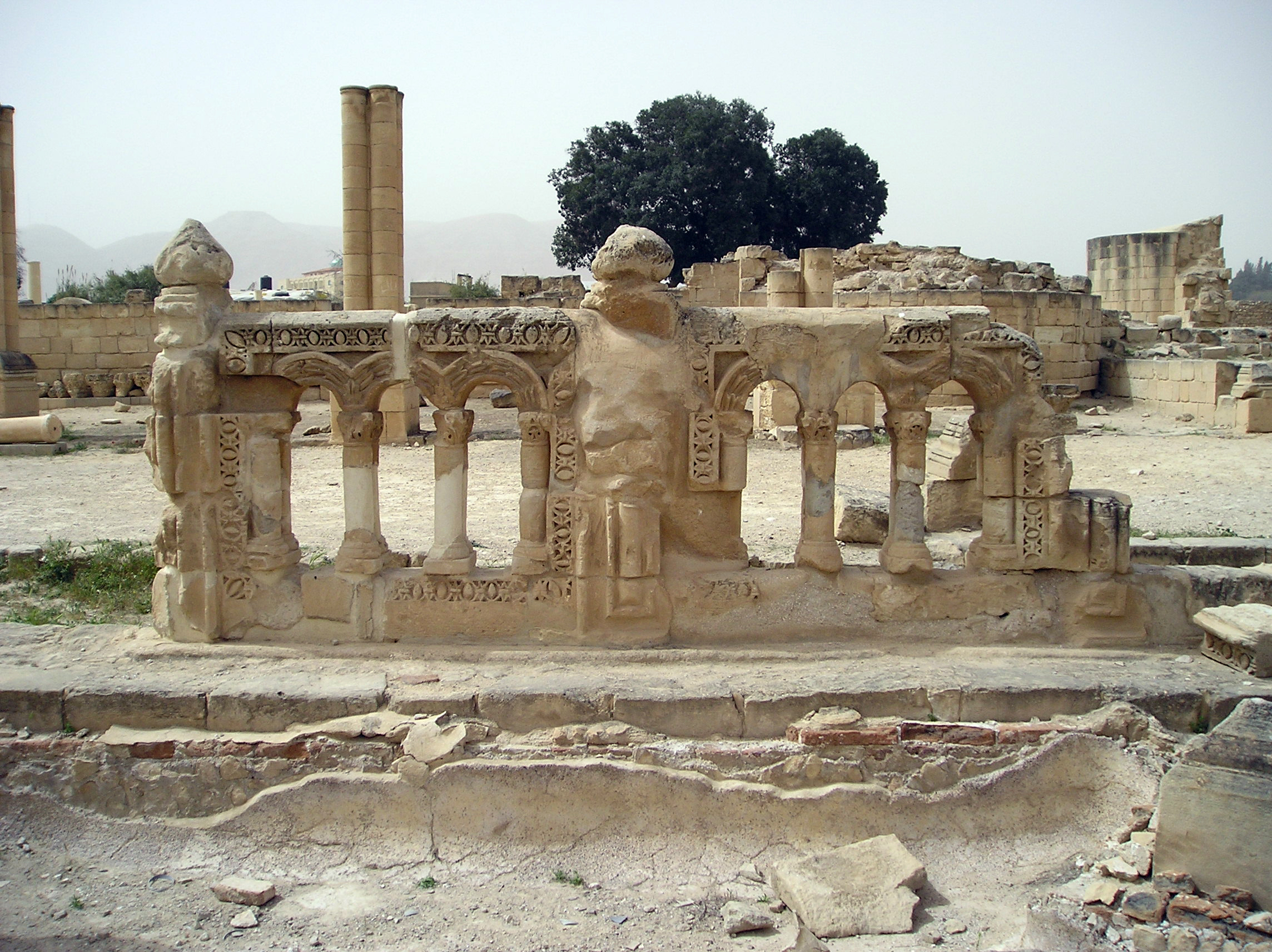
أطلال خربة المفجر، قصر من العصر الأموي في أريحا، الضفة الغربية

    - المركز الدولي الإعلامي للشرق الأوسط
    - جريدة الكرمل
    - شبكة فلسطين الإخبارية [الإنجليزية]
    - فلسطين تايمز
    - جريدة القدس
    - صحيفة القدس العربي
    - مجلة فلسطين الشباب
    - صوت الجماهير (جريدة)

  - الهيئة العامة للإذاعة والتلفزيون (فلسطين)
  - راديو في فلسطين [الإنجليزية]
    - إذاعة الشرق الأدنى
    - إذاعة رام (الضفة الغربية)
    - صوت فلسطين

  - التلفزة في دولة فلسطين
    - فضائية الأقصى
    - قناة فلسطين الفضائية
- رموز فلسطين الوطنية
  - شعار فلسطين
  - علم فلسطين
  - كوفية
  - فدائي (نشيد)
  - وطنية فلسطينية
  - صمود (سياسة)
- فلسطينيون
  - الغائب الحاضر
  - فلسطينيو الشتات
  - أسرى فلسطينيون
  - لاجئون فلسطينيون
  - فلسطينيون بارزون
- قائمة العطل الرسمية في فلسطين
  - يوم الأرض الفلسطيني
  - ذكرى النكبة
  - يوم النكسة
- سجلات فلسطين [الإنجليزية]
- فلسطينيون
  - مسيحيون فلسطينيون
    - مسيحية أرثوذكسية
      - كنيسة الروم الأرثوذكس
        - أخوية القبر المقدس
          - بطريرك القدس للروم الأرثوذكس
            - مسيحيون عرب
              - كنيسة المهد
              - كنيسة القديس برفيريوس
              - دير القديس جاورجيوس
              - دير قرنطل

    - الكنائس الأرثوذكسية المشرقية
      - بطريرك الأرمن في القدس [الإنجليزية]

    - الكنيسة اللاتينية
      - بطريركية القدس للاتين
        - قبر لعازر

    - الكنائس الكاثوليكية الشرقية
      - كنيسة الروم الملكيين الكاثوليك

    - الاتحاد الأنجليكي
      - الكنيسة الأسقفية في القدس والشرق الأوسط
        - الأسقفية الأنجليكانية الألمانية في القدس
          - مطرانية القدس الأسقفية

    - بروتستانتية
      - مشيخية
        - مركز سبيل لاهوت التحرير المسكوني
        - كنيسة اسكتلندا [الإنجليزية]
          - كنيسة القديس أندرو (القدس)

    - كنيسة القيامة

  - الإسلام في فلسطين
    - الأحمدية في فلسطين
    - وقف (إسلام)
      - وقف القدس
        - المسجد الأقصى
          - المصلى القبلي
          - قبة الصخرة
            - قبة السلسلة

          - حفريات المسجد الأقصى

        - عمارت (مطبخ خيري عام)
          - تكية خاصكي سلطان

      - حارة المغاربة
      - سبيل أبو نبوت
      - قائمة المساجد في فلسطين
        - المسجد العمري الكبير (غزة)
        - الجامع الصلاحي الكبير
        - مسجد الحمادية
        - مسجد علي بن مروان
        - جامع ابن عثمان (غزة)
        - جامع الخضراء
        - مسجد المحمودية (يافا)
        - مسجد عمر بن الخطاب (بيت لحم)
        - جامع النصر
        - مسجد السيد هاشم
        - مسجد السلطان إبراهيم بن أدهم
        - مسجد أم النصر
        - مسجد كاتب الولاية

    - المجلس الإسلامي الأعلى (فلسطين)

  - الأماكن المقدسة لليهود والمسيحيين والمسلمين
    - المسجد الإبراهيمي
    - قبر يوسف
    - بئر يعقوب (مقدس أيضًا للسامريون)
    - مسجد بلال (بيت لحم) (بلال بن رباح)
    - قبر النبي صموئيل (النبي صموئيل)

  - يهود فلسطينيون
    - المعابد القديمة في فلسطين
      - كنيس غزة

  - سامريون
  - الأحمدية في فلسطين

### الفن في فلسطين
- فن فلسطيني
  - المتاحف في فلسطين
    - متحف البد
    - متحف بيتنا التلحمي
- سينما فلسطينية
  - سينما جنين
- الحرف اليدوية الفلسطينية
- الأدب الفلسطيني
- موسيقى فلسطينية
  - عتابا
  - معهد إدوارد سعيد الوطني للموسيقى
  - الهيب هوب في فلسطين
- المسرح الفلسطيني
  - مسرح وسينماتك القصبة
  - مسرح الحكواتي

### الرياضة في فلسطين
الرياضة في فلسطين
- كرة القدم في فلسطين
  - منتخب فلسطين لكرة القدم
  - الاتحاد الفلسطيني لكرة القدم
    - ملعب فيصل الحسيني الدولي
    - ملعب فلسطين
- الحمامات
  - حمام السمرة
- اللجنة الأولمبية الفلسطينية
  - فلسطين في الألعاب الأولمبية
- فلسطين في الألعاب البارالمبية
- جمعية الكشافة والمرشدات الفلسطينية
- جمعية الكشافة والمرشدات الفلسطينية

## الاقتصاد والبنية التحتية في فلسطين
- اقتصاد فلسطين
  - اقتصاد غزة

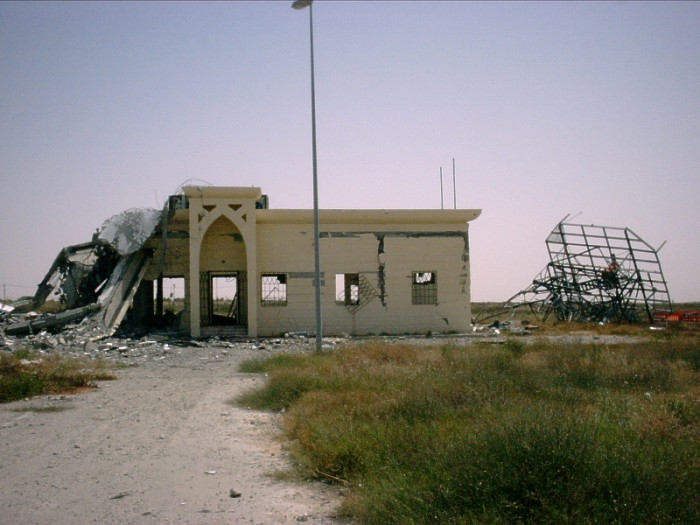
مطار ياسر عرفات الدولي في غزة. وقد تعرض المطار لأضرار بالغة جراء غارة جوية إسرائيلية في عام 2001، وظل مغلقا منذ ذلك الحين.

- الترتيب الاقتصادي حسب الناتج المحلي الإجمالي الاسمي (2007) : المرتبة 134 (مائة وأربعة وثلاثون)
- الزراعة في فلسطين
- الخدمات المصرفية في فلسطين
  - البنك العربي
  - البنك الوطني الفلسطيني
- الاتصالات في فلسطين
  - الإنترنت في فلسطين
  - قائمة أرقام الهاتف في فلسطين
- قائمة شركات فلسطين
  - شبح
  - الخطوط الجوية الفلسطينية (حُل)
  - مجموعة الاتصالات الفلسطينية
  - مخمرة الطيبة
- الاتحاد العام لنقابات عمال فلسطين
- منظمات التجارة العادلة في فلسطين
  - كنعان للتجارة العادلة  [لغات أخرى]‏
  - جمعية فلسطين للتجارة العادلة
  - زيتون (منظمة)
- عملة: دينار أردني/شيكل إسرائيلي جديد
  - أيزو 4217: دينار أردني/شيكل إسرائيلي جديد
- الطاقة في فلسطين
- التعدين في فلسطين
- الساحات العامة في فلسطين
  - ساحة المهد
  - ميدان فلسطين
  - نصب الجندي المجهول (غزة)
- السياحة في فلسطين
  - مجموعة السياحة البديلة (فلسطين)
- النقل في فلسطين
  - قائمة المطارات في فلسطين
    - مطار ياسر عرفات الدولي (1998–2001)

  - النقل في فلسطين
  - ميناء غزة
  - الطرق في فلسطين
    - الطريق السريع 57
    - شارع عمر المختار (غزة)
    - شارع النجمة
    - شارع الوحدة (غزة)
- إمدادات المياه والصرف الصحي في فلسطين
- سوق فلسطين للأوراق المالية

## الرعاية الصحية في فلسطين
- الرعاية الصحية في فلسطين
  - جمعية الهلال الأحمر الفلسطيني
  - مستشفى المطلع
  - مجمع الشفاء الطبي

## السكن في فلسطين
- السكن في فلسطين
  - هدم إسرائيل للممتلكات الفلسطينية
  - قائمة مخيمات اللاجئين الفلسطينيين

## التعليم في فلسطين
- التعليم في فلسطين

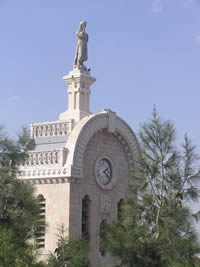
المبنى الرئيسي لجامعة بيت لحم في بيت لحم، الضفة الغربية

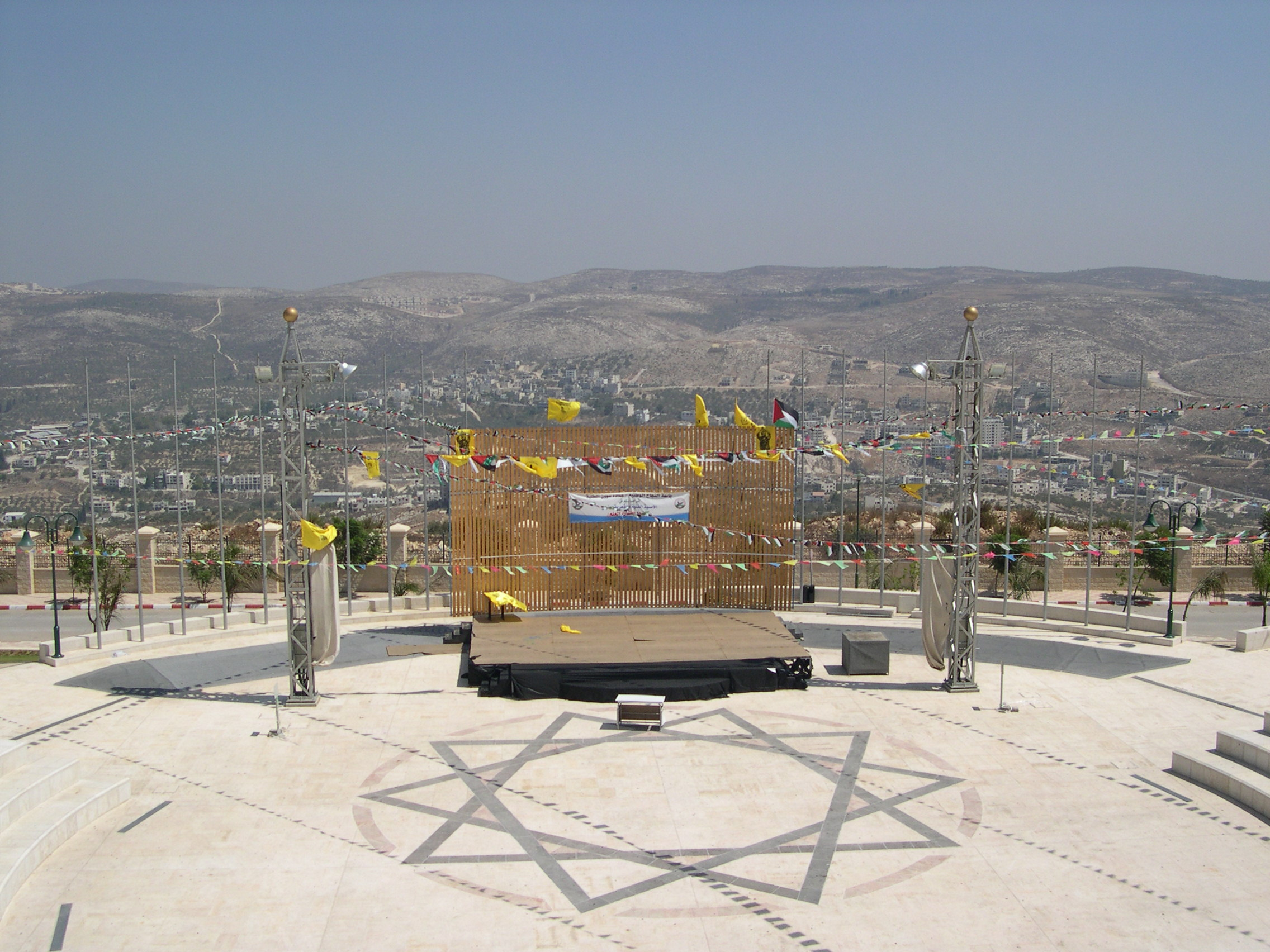
مدرج جامعة النجاح الوطنية المطل على مدينة نابلس بالضفة الغربية

- وزارة التربية والتعليم العالي (فلسطين)
- قائمة الجامعات والكليات الفلسطينية
  - المنظمات الطلابية في فلسطين
    - الاتحاد العام لطلبة فلسطين
    - الهيئة الفلسطينية للإعلام وتفعيل دور الشباب
    - جبهة العمل الطلابي التقدمية
    - كتلة التحرير الطلابية

  - المنظمات الطلابية الداعمة لفلسطين
    - النادي الثقافي الفلسطيني
    - حركة التضامن مع فلسطين
    - التضامن من أجل حقوق الإنسان الفلسطيني (منظمة)

## كتب عن فلسطين
- تصحيح خطأ: اليهود والعرب في فلسطين/إسرائيل، 1936-1956
- التطهير العرقي لفلسطين (كتاب)
- فلسطين (قصة مصورة)
- فلسطين: سلام لا فصل عنصري (كتاب)
- مترو الأنفاق إلى فلسطين  [لغات أخرى]‏

## الفهرس
- Roberto Remo Bissio، المحرر (1995). The world: a Third World guide 1995-96 (ط. Illustrated). Instituto del Tercer Mundo. ISBN:9780855982911.
- Milton-Edwards، Beverley (2008)، The Israeli-Palestinian Conflict: A People's War (ط. Illustrated)، Taylor & Francis، ISBN:9780415410434
- Kogan Page (2004). Middle East Review (ط. 27th, illustrated). Kogan Page Publishers. ISBN:9780749440664. مؤرشف من الأصل في 2025-05-11.
- Said، Edward W.؛ Hitchens، Christopher (2001)، Blaming the victims: spurious scholarship and the Palestinian question (ط. 2nd, illustrated)، Verso، ISBN:9781859843406
- Sela، Avraham؛ Ma'oz، Moshe (1997)، The PLO and Israel: from armed conflict to political solution, 1964-1994 (ط. Illustrated)، Palgrave Macmillan، ISBN:9780312129064، مؤرشف من الأصل في 2025-04-25

## وصلات خارجية
أطلس ويكيميديا حول فلسطين
- تقرير هوب سيمبسون (لندن، 1930)
- تقرير اللجنة الملكية الفلسطينية (تقرير بيل) (لندن، 1937)
- تقرير إلى مجلس عصبة الأمم (1928)
- تقرير إلى مجلس عصبة الأمم (1929)
- تقرير إلى مجلس عصبة الأمم (1934)
- تقرير إلى مجلس عصبة الأمم (1935)
- www.mideastweb.org - موقع يحتوي على ثروة من الإحصائيات المتعلقة بالسكان في فلسطين
- العملات والأوراق النقدية لفلسطين في عهد الانتداب البريطاني
- رجال الدولة العالميون - الخرائط والأعلام والتسلسل الزمني، انظر إسرائيل والسلطة الوطنية الفلسطينية
- hWeb - إسرائيل وفلسطين في الخرائط
- ورقة حقائق عن فلسطين من مشروع اللغة المشتركة
- Chisholm, Hugh, ed. (1911). "Palestine" . Encyclopædia Britannica (بالإنجليزية) (11th ed.). Vol. 20. pp. 600–626.
- أصدقاء فلسطين من الحزب الليبرالي الديمقراطي
- تاريخ القضية الفلسطينية، موقع الأمم المتحدة

الخرائط
- اتفاقية سايكس بيكو، 1916
- خطة تقسيم الأمم المتحدة لعام 1947
- خطوط الهدنة لعام 1949
- إسرائيل بعد اتفاقيات الهدنة عام 1949
- أصدقاء فلسطين من الحزب الليبرالي الديمقراطي